# Verrier Elwin
Verrier Elwin, né le 2 août 1902 à Douvres (Angleterre) et décédé le 22 février 1964 à Delhi (Inde), est un ethnologue, anthropologue autodidacte et militant tribal, qui commença sa carrière en Inde, comme missionnaire anglican. 

## Biographie
Après des études de littérature et de théologie à Oxford Verrier est ordonné ministre religieux anglican. Il arrive en Inde en 1927 comme missionnaire et rejoint le ‘Christa Seva Sangh Ashram’ de J.C.Winslow à Pune.
Admirateur de Gandhi, Verrier s’engage activement dans le mouvement national pour l’indépendance du pays et rejoint le Congrès national indien. Il quitte alors le ministère religieux anglican. 
Cinq ans plus tard il se sépare du mouvement nationaliste indien, s’engageant personnellement davantage dans la défense des populations tribales indiennes. Avec Shamrao Hivale il fonde une organisation pour la défense et le développement des populations indigènes. Il fonde même un ashram pour les tribaux. De plus en plus opposé au processus de transformation rapide et assimilation sans discernement des populations tribales à l’ethos indienne, Verrier œuvre durant 21 ans à leur service, ce qui lui acquiert le titre de ‘Din Sevak’. Il se sépare de l’Église anglicane.
Durant cette première époque Elwin est connu pour son travail sur les Baigas (1939), les Gonds et les Sauras de l'Inde centrale. Il épousera, successivement, deux femmes Gond, la première alors qu’elle n’avait que 13 ans, ce qui créa scandale.
Après l’indépendance de l’Inde (1947) il s’installe à Shillong, dans le Meghalaya (Nord-Est indien), où se trouve la majorité des groupes indigènes tibéto-birmans, il devient une autorité (autodidactes) sur l’anthropologie tribale. Ses écrits sont nombreux, et il est fréquemment sollicité  par Nehru, comme conseiller gouvernemental pour la définition d’une politique en faveur des minorités indigènes du pays. 
L’anthropologie de Verrier est large et couvre tous les aspects de la vie tribale, et non seulement les aspects physique et culturel. Verrier s’intéresse, et écrit, sur leur théologie, spiritualité, vie sociale, politique et économique. Bien que regardé avec suspicion par l’Église il contribue à l’inculturation du christianisme dans la région Nord-Est de l’Inde. Au-delà de l’anthropologue professionnel’ il est perçu par la population locale comme grand ami des tribaux, ce qui lui donne une audience considérable. 
Verrier Elwin meurt à Delhi le 22 février 1964.

## Publications en anglais
- (en) Cet article est partiellement ou en totalité issu de l’article de Wikipédia en anglais intitulé « Verrier Elwin » (voir la liste des auteurs).
- The dawn of Indian freedom, with Jack Copley Winslow. G. Allen & Unwin ltd., 1931.
- Truth about India: can we get it?. G. Allen & Unwin, 1932.
- Mahatma Gandhi: sketches in pen, pencil and brush, with Kanu Desai. Golden Vista Press, 1932.
- Gandhi: the dawn of Indian freedom, with  John Copley Winslow. Fleming H. Revell company, 1934..
- Songs of the Forest; The Folk Poetry of the Gonds. with Shamrao Hivale. London: G. Allen & Unwin, ltd, 1935..
- The Agaria. H. Milford, Oxford University Press, 1942.
- The Aboriginals. H. Milford, Oxford University Press, 1944.
- Folk-songs of the Maikal hills. with Shamrao Hivale. H. Milford, Oxford University Press, 1944.
- Folk-songs of Chhattisgarh. G. Cumberlege, Oxford university press, 1946.
- The Muria and their ghotul. Oxford Univ. Press, 1947.
- Myths of Middle India, Indian Branch, Oxford University Press, 1949.
- Bondo highlander. Oxford University Press, 1950.
- Maria murder and suicide, OUP, 1950.
- The tribal art of middle India: a personal record. Indian Branch, Oxford University Press, 1951.
- Tribal myths of Orissa. Indian Branch, Oxford University Press, 1954.
- The religion of an Indian tribe. Oxford University Press, 1955.
- Myths of the north-east frontier of India, Volume 1. North-East Frontier Agency, 1958.
- India's north-east frontier in the nineteenth century. Oxford University Press, 1959.
- The art of the north-east frontier of India, Volume 1. Pub. North-East Frontier Agency, 1959.
- The Fisher-Girl and the Crab
- A philosophy for NEFA.  S. Roy on behalf of the North-East Frontier Agency (NEFA), 1960.
- A new deal for tribal India. Abridgement of the tenth Report of the Commissioner for Scheduled Castes and Scheduled Tribes for the year 1960-61. Ministry of Home Affairs, 1963.
- When the world was young: folk-tales from India's hills and forests. Publication Div., Ministry of Information & Broadcasting, Govt. of India, 1961.
- The Tribal world of Verrier Elwin: an autobiography. Oxford University Press, 1964.
- Religious and cultural aspects of khadi. Sarvodaya Prachuralaya, 1964.
- Democracy in NEFA.. North-East Frontier Agency, 1965.
- Folk paintings of India. Inter-national Cultural Centre, 1967.
- The kingdom of the young, OUP, 1968.
- The Nagas in the nineteenth century. Oxford University Press, 1969.
- A new book of tribal fiction. North-East Frontier Agency, 1970.
- Folk-tales of Mahakoshal. Arno Press, 1980.
- The Baiga. Gian Pub. House, 1986.
- Leaves from the jungle: life in a Gond village. Oxford University Press, 1992.
- Verrier Elwin, Philanthropologist: Selected Writings,  Ed. Nari Rustomji. North-Eastern Hill Univ. Publications, Oxford University Press, 2002,  (ISBN 0-19-565801-9).

## Publications traduites en français
- Les Maisons de jeunes chez les Murias, Paris, Gallimard, 1959
- Une Vie tribale, autobiographie, Paris, Fayard, collection Anthropologie critique, 1973